# ابرخس ۷۰۸۴۹
ابرخس ۷۰۸۴۹ یک ستاره است که در صورت فلکی گرگ قرار دارد.